# Comitato nazionale per l'ordine e la sicurezza pubblica
Il Comitato nazionale per l'ordine e la sicurezza pubblica è un organo ausiliario esterno di consulenza del Ministero dell'interno in materia di sicurezza e ordine pubblico.
È stato istituito nell'aprile 1981.

## Funzioni
In base all'articolo 19 della legge n. 121 del 1 aprile 1981 il Comitato deve esprimersi attraverso un parere obbligatorio ma non vincolante:
- sugli schemi dei provvedimenti di carattere generale concernenti le forze di polizia;
- sui piani per l'attribuzione delle competenze funzionali e territoriali alle forze di polizia;
- sulla pianificazione finanziaria relativa alle forze di polizia;
- sulla pianificazione dei servizi logistici e amministrativi di carattere comune alle forze di polizia;
- sulla pianificazione della dislocazione e del coordinamento delle forze di polizia e dei loro servizi tecnici;
- sulle linee generali per l'istruzione, l'addestramento, la formazione e la specializzazione del personale delle forze di polizia.

## Composizione
- Ministro dell'interno (presidente)
- Sottosegretario di stato designato dal ministro (vice presidente)
- Capo della polizia di Stato - direttore generale della pubblica sicurezza
- Comandante generale dell'Arma dei carabinieri
- Comandante generale della Guardia di Finanza
- Capo del Dipartimento dell'amministrazione penitenziaria

Il ministro può inoltre chiamare a partecipare alle riunioni del Comitato il Comandante Generale del Corpo delle capitanerie di porto - Guardia Costiera, dirigenti generali del Ministero dell'interno, altri rappresentanti dell'amministrazione dello Stato e delle forze armate, dirigenti generali del ministero; può invitare alle stesse riunioni componenti dell'Ordine giudiziario, d'intesa con il procuratore competente.